# مارغريت لازاروس
مارغريت لازاروس (بالإنجليزية: Margaret Lazarus)‏ هي منتجة أفلام ومؤلفة وكاتِبة ومخرجة أمريكية، ولدت في 22 يناير 1949.

## وصلات خارجية
- مارغريت لازاروس على موقع IMDb (الإنجليزية)
- مارغريت لازاروس على موقع ألو سيني (الفرنسية)
- مارغريت لازاروس على موقع أول موفي (الإنجليزية)
- مارغريت لازاروس على موقع قاعدة بيانات الفيلم (الإنجليزية)
- مارغريت لازاروس على موقع كينوبويسك (الروسية)